# ماد إن
ماد إن  (صنع في) فيلم جزائري للمخرج موسى حداد  ، أول عرض له كان سنة 1999. يعد الفيلم من أول أفلام الأكشن الجزائرية.

## أحداث الفيلم
يصور الفلم فتاتين تقعان في مشكلة بسبب تورطهما مع عصابة غامضة والمجهودات التي تبذلانها للأفلات من قبضة هذه العصابة

## بطاقة التقنية
- الإخراج :موسى حداد
- سيناريو : موسى حداد
- المنتج : الديوان الوطني للتجارة والصناعة السينما توغرافية
- أنتجه : الديوان الوطني للتسويق وصناعة سينماتوغرافية - الجزائر
- أول عرض : 199ّ9
- نوع : دراما
- مدة الفيلم : 95 دقيقة

## الممثلون
- صورية مليلي[4]
- فريد كسايسية
- سمير عبدون
- عز الدين بورغدة
- آيت يونس كهينة